# 38ª Mostra internazionale d'arte cinematografica di Venezia
La 38ª edizione della Mostra internazionale d'arte cinematografica di Venezia si è svolta a Venezia, Italia, dal 2 al 12 settembre del 1981, sotto la direzione di Carlo Lizzani.
Non vennero assegnate le Coppe Volpi agli attori, né il Leone d'oro alla carriera, che tornerà nell'edizione successiva. Tra i film presentati in anteprima fuori concorso vi furono: Da un paese lontano - Giovanni Paolo II, diretto da Krzysztof Zanussi, Christiane F. - Noi, i ragazzi dello zoo di Berlino, diretto da Ulrich Edel e I predatori dell'arca perduta, diretto da Steven Spielberg.
La retrospettiva, comprendente 21 film, fu dedicata a Howard Hawks.

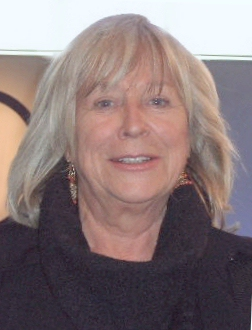
Margarethe von Trotta, vincitrice del Leone d'Oro al Miglior Film

## Giuria
La giuria era così composta:
- Italo Calvino (presidente, Italia)
- Luigi Comencini (Italia)
- Manoel de Oliveira (Portogallo)
- Marie-Christine Barrault (Francia)
- Peter Bogdanovich (Stati Uniti d'America)
- Mohammed Lakhdar-Hamina (Algeria)
- Jesús Fernández Santos (Spagna)
- Sergej Solov'ëv (Unione Sovietica)
- Krzysztof Zanussi (Polonia).

## Premi
I principali premi distribuiti furono:
- Leone d'oro: Anni di piombo (Die bleierne Zeit) di Margarethe von Trotta
- Leone d'argento: ex aequo a Sogni d'oro di Nanni Moretti e Non portano lo smoking (Eles não usam black tie) di Leon Hirszman.

## Film in concorso
| - Eles não usam black tie (t.l. Non portano lo smoking), regia di Leon Hirszman - Postrizinj (Ritagli), regia di Jiří Menzel - Les Jeux de la Comtesse Dolingen de Gratz, regia di Catherine Binet - Chaalchitra (t.l. Il caleidoscopio), regia di Mrinal Sen - Le occasioni di Rosa, regia di Salvatore Piscicelli - Piso pisello, regia di Peter Del Monte - Sogni d'oro, regia di Nanni Moretti - Bosco d'amore, regia di Alberto Bevilacqua - Pad Italje (t.l. La caduta dell'Italia), regia di Lordan Zafranović - Ti ricordi di Dolly Bell? (Sjećaš li se Dolly Bell?), regia di Emir Kusturica - Beyroutou el lika (t.l. Incontro a Beirut), regia di Borhane Alaouié | - Silvestre, regia di João César Monteiro - Anni di piombo (Die bleierne Zeit), regia di Margarethe von Trotta - Kargus, regia di Juan Minon e Miguel A. Trujillo - L'assoluzione (True Confessions), regia di Ulu Grosbard - Il principe della città (Prince of the City), regia di Sidney Lumet - Forfolgensen (t.l. Caccia alle streghe), regia di Anja Brejen - A Zsarnok Szive (t.l. Il cuore del tiranno), regia di Miklós Jancsó - Zvezdopad (t.l. La caduta delle stelle), regia di Igor Talankin |